# K-Bust
K-Bust (de son vrai nom  Karla Bustamante) est une  auteure-compositrice-interprète et multi-instrumentiste chilienne-canadienne, née de parents Chiliens dans la ville de Valparaiso au Chili. Après y avoir vécu une partie de sa vie, elle s’établie à Montréal, Canada, afin d’y poursuivre sa carrière artistique.

## Biographie
Son intérêt pour la musique débute en bas âge, influencé par de nombreux artistes Pop de l'époque. Entre autres, elle démontre un talent inné pour la musique et apprend de façon autodidacte le piano à l’âge de six ans et ses premiers accords de guitare à neuf ans. Quelques années plus tard, poussée par son grand-père, elle décide de perfectionner sa théorie et technique musicale au piano en poursuivant ses études en piano classique au Conservatoire Izidor Handler de la ville de Viña del Mar,.

## Carrière musicale

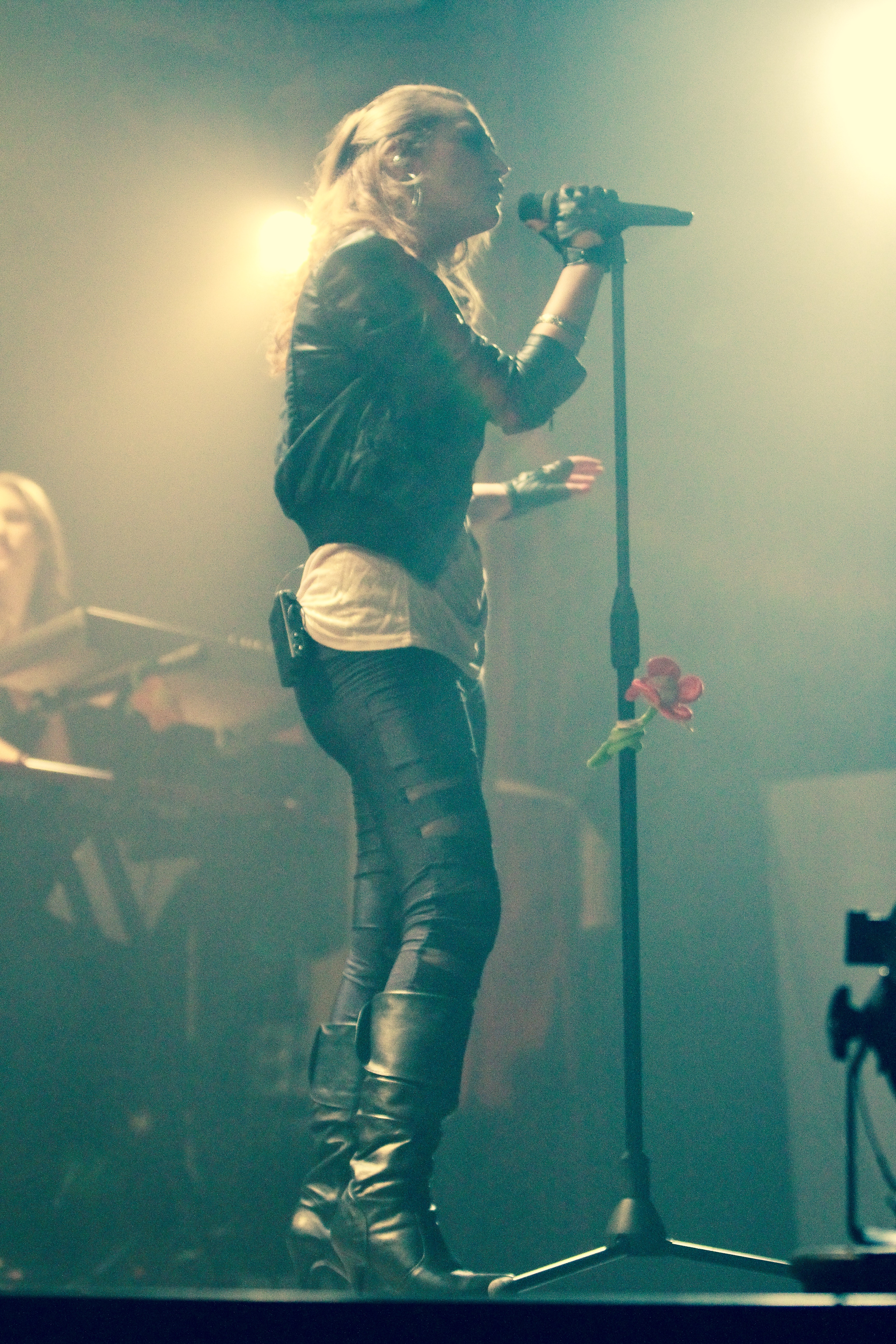
K-Bust en concert.

K-Bust fait ses débuts dans la scène locale de Montréal en 2004 et par la suite sur celle de  Toronto, où elle participe à de nombreux festivals et concerts « Live »  en partageant la scène avec de nombreux artistes de la musique Pop. Entre autres, elle fait la première partie du groupe rock chilien "Los Prisioneros",, qui était dans leur tournée Nord-Américaine en 2004.
Dans le cadre de son fort intérêt pour la musique, et de son désir d'étendre ses connaissances en production musicale, elle poursuit, en 2009, ses études supérieures au prestigieux institut d'enregistrement du Canada, duquel elle gradue comme ingénieur du son.  Son développement professionnel jette les bases de la création de ses premiers « démos » musicaux.
Lors de cette même année, elle collabore avec Benoît Jutras, célèbre auteur-compositeur du “Cirque du Soleil”, avec lequel elle enregistre une chanson en studio pour un spectacle de  Franco Dragone,, à Macao.
C’est à la fin 2009 qu’elle trace les premières lignes de ce qui deviendra son premier album studio.  Elle unie donc ses forces à Sonny Black,, célèbre producteur de la scène Pop Montréalaise, avec qui elle travaille les 11 chansons qui, plus tard, deviennent partie intégrante de son premier album: "Urban Stories". Ayant la capacité à interpréter ses chansons dans différentes langues, K-Bust décide d’inclure deux chansons en espagnol et neuf en anglais.
Produit entièrement sous la maison de disque indépendante basé à Montréal “Indi-K Records",  "Urban Stories" suscite l’intérêt de "Universal Music", avec qui l’artiste signe un contrat de  distribution en 2012, qui lui permettra d’avoir ses compositions disponibles sur les  principales plateformes musicales au niveau mondial.
En 2013, elle poursuit au Chili sa première tournée promotionnelle qui a débuté au Canada en 2012, afin d’y présenter les compositions de son premier album lors de concerts réalisés à  Valparaiso et Santiago,. La tournée comprend, entre autres, différentes entrevues dans la presse locale et le lancement de son premier single "Everything" dans les radios commerciales du pays,,. Cette même année, elle tourne à  Montréal, son premier vidéoclip correspondant au single "Emotion" de son album. Ce dernier fut lancé au mois de septembre 2013 sur le site spécialisé en vidéo musical Vevo.

## Discographie
- Urban Stories (2012)
- Urban Stories Version Deluxe (2013)

### Urban Stories
- Emotion (2012)
- We're One (2012)
- Ahora Que Estás Conmigo (2012)
- Good Times (Bad Times) (2012)
- Everything (Is Not Totally Lost) (2012)
- Fallin' (feat. Nick Lucas) (2012)
- Love's Gone Away (2012)
- I'm Sorry (2012)
- Don't Wanna Try (2012)
- Hey Mama (2012)
- Humo (2012)

### Urban Stories Version Deluxe
- Emotion (2012)
- We're One (2012)
- Ahora Que Estás Conmigo (2012)
- Good Times (Bad Times) (2012)
- Everything (Is Not Totally Lost) (2012)
- Fallin' (feat. Nick Lucas) (2012)
- Love's Gone Away (2012)
- I'm Sorry (2012)
- Don't Wanna Try (2012)
- Hey Mama (2012)
- Humo (2012)
- Don't Wanna Try Remix (Systembanger Remix) (2013)
- We're One Remix (Systembanger Remix) (2013)
- Everything Remix (Systembanger Remix) (2013)
- I'm Sorry Remix (Systembanger Remix) (2013)

### Collaborations
- Beautiful' (with Benoît Jutras, 2009)
- Fallin' (with Nick Lucas, 2012)
- Humo' (with Gerardo Castmu, 2012)

## Vidéoclip
- "Emotion" (2013)